# Arturo Farela
Arturo Farela Gutiérrez (1953-) es un pastor cristiano mexicano, destacado como presidente de la Confraternidad Nacional de Iglesias Cristianas Evangélicas (Confraternice) y como activista social. En tres ocasiones, la revista Líderes Mexicanos lo ha considerado uno de los trescientos líderes más influyentes en México.

## Biografía

### Primeros años
Farela es egresado del Instituto Bíblico San Pablo de una iglesia cristiana interdenominacional, donde se licenció como teólogo. Aunque no concluyó, durante algún tiempo estudió la carrera de derecho y posteriormente estableció un despacho jurídico para brindar asesoría legal a pequeñas iglesias y orientarlas sobre como obtener sus permisos ministeriales.
Se hizo pastor de las Asambleas de Dios, donde entró en contacto con el pastor Alberto Montalvo, con quien fundó el Foro Nacional de Iglesias Cristianas Evangélicas (FONICE), con el objeto de promover la participación pública, política y social de los mexicanos evangélicos, y el diálogo entre iglesias cristianas.

### Activismo pacifista
En 1992, como respuesta ante la Ley de Asociaciones Religiosas y Culto Público, Farela fundó la Confraternice, y en 1996 sobresalió como organizador de la Marcha por la Paz en la Plaza de la Constitución, a la cual asistieron cerca de 70 000 ciudadanos con el fin de movilizar a la sociedad e impulsar los tratados de paz entre el gobierno y las guerrillas zapatistas. Como resultado, Farela atrajo más atención y obtuvo mayor prominencia en los medios. 
En la época, se mostró crítico especialmente del PRI y llegó a tener la expectativa de que se pudiera formar un nuevo partido político evangélico para las Elecciones federales de México de 1997. En un tiempo en el que se empezaron a dar a conocer las crecientes expulsiones de evangélicos indígenas de comunidades rurales chiapanecas, Farela atribuía las expulsiones no a motivos religiosos, sino a motivos políticos y económicos en el contexto del movimiento neozapatista. Farela se vería en la necesidad de llegarse a entrevistar con líderes católicos con el fin de establecer diálogos que lograran la paz en Chiapas, entre comunidades protestantes y católicas.

### Activismo religioso
En 2002, Farela ya resaltaba como defensor de la igualdad religiosa, denunciando que a pesar de que las leyes constitucionales en teoría establecen el trato igualitario de grupos religiosos; en la práctica la discriminación por causas de religión en México era más frecuente de lo que se pensaba, particularmente hacia los indígenas evangélicos o aquellos conversos al protestantismo. En 2003 volvió a pedir atención para que se tomaran medidas serias respecto a las violaciones de los derechos de libertad de creencias y libertad de culto. En 2005, fundó una asociación civil apartidaria llamada "Verdad, Integridad y Democracia", con el fin de promover activamente la inclusión de personas con esquemas morales y de valores que consideraba necesarios en la política. En marzo de ese mismo año, la Confraternice. en coordinación con las autoridades oficiales. lograron fundar la primera escuela oficial para indígenas cristianos en una comunidad en Tuxtla Gutiérrez donde antes se les negaba la educación a los niños que no fueran católicos. En julio, expresó su indignación de que el gobierno invirtiera 50 millones de pesos en la remodelación del Estadio Víctor Manuel Reyna, sin tomar en cuenta la situación que aquejaba a la comunidad chiapaneca.

### Relación con la política
En años posteriores, se caracterizó como crítico social dirigiendo su discurso a la denuncia social y política. En 2010 manifestó su disconformidad con lo que consideró la indiferencia de las autoridades gubernamentales ante el fenómeno de intolerancia religiosa en comunidades indígenas, especialmente durante el periodo presidencial de Vicente Fox. Asimismo, dijo que ministros religiosos en diversos estados del norte y sur del país estaban siendo extorsionados por delincuentes que querían cobrar "derecho de piso" y señaló que media centena de pastores de la Confraternice habían sido asesinados desde 2007. En 2012, declaró que el expresidente Ernesto Zedillo debería enfrentar cargos judiciales por considerarlo implicado legalmente en la matanza de Acteal de 1997. En octubre del mismo año declaró su disconformidad con las consecuencias sociales de la guerra contra el narcotráfico emprendida por el entonces presidente Felipe Calderón, señalando la desaparición de muchos misioneros y la necesidad de un cambio de estrategia.
Farela ha defendido el carácter laico del Estado, y ha llamado a que las autoridades sancionen a quienes violan el estado laico mexicano. En 2013 expuso su descontento con que los candidatos electorales usaran frases religiosas en tiempos de campaña electoral, lo que consideró como una estrategia que a menudo es deshonesta y tiene fines políticos.
A pesar de abogar por la laicidad, Farela promueve el diálogo entre organizaciones sociales, políticas, y religiosas, y ha argumentado que las voces de todos los sectores e incluso de las minorías sociales, deben ser escuchadas en una verdadera democracia. Por ello, en múltiples ocasiones ha dado a conocer su opinión sobre diversos temas sociales y políticos que acontecen en México. 
En 2008, Farela emitió un comunicado de la Confraternice donde se declaraba en contra de la propuesta de legalizar el aborto en el Distrito Federal.
Más tarde, a pesar de asegurar su respeto hacia los derechos civiles individuales de los homosexuales, y reafirmar que en México ningún sector debe ser marginado ni perseguido; Farela y la Confraternice se declararon tajantemente en contra de la legalización de matrimonios gay y la adopción por parte de las parejas homoparentales, argumentado ante las autoridades que ello influye desfavorablemente en el desarrollo psicosocial de los niños, y que además va en contra de la opinión democrática de los capitalinos, según cifras de la consulta Mitofsky. Al ser descalificada su objeción por Marcelo Ebrard que atribuía su disconformidad a argumentos teológicos, y enfatizaba en la separación de la iglesia y el Estado, Farela declaró que Ebrard mostraba una actitud intolerante y con fines electorales.
En 2010, Farela fue invitado a un encuentro ecuménico con el cardenal Norberto Rivera, sin embargo declinó la invitación.
En 2011, Farela, como representante de la Confraternice, participó en la iniciativa pacifista conocida como Pacto Nacional de Ciudad Juárez.
Durante las elecciones federales en México de 2012, la Confraternice ayudó a organizar el simposio Libertad Religiosa y Derechos Humanos en el cual se invitaron a los cuatro candidatos presidenciales a exponer sus propuestas para mantener la libertad religiosa en el país. En un encuentro con evangélicos, Andrés Manuel López Obrador recibió una bendición por imposición de manos, que fue dirigida por Farela y otros ministros cristianos. Como respuesta ante el sensacionalismo de medios de comunicacón, y de una denuncia que el PRI presentó en contra de López Obrador ante el IFE, acusándolo de "violar" el estado laico, Farela declaró en el periódico Reforma que la invitación al evento había sido con el motivo de bendecir a todos los candidatos por igual, y que López Obrador era el único que había asistido, recalcando que además el evento había sido estrictamente de carácter privado y desligado de motivos políticos. El Instituto Federal Electoral realizó una investigación exhaustiva y dictaminó que en ningún momento se había violado el estado laico. En junio de 2012 Farela exhortó a todos los candidatos en general a respetar los resultados electorales, descartando un fraude electoral.
En 2013, ante las elecciones de la Confraternice, el mexicano reafirmó su opinión de que en la política mexicana hay una "carencia de ética" y volvió a llamar a la participación ciudadana de los creyentes en asuntos sociales.

### 2014
En 2014, Farela buscó impugnar disposiciones legales cuando el Servicio de Administración Tributaria (SAT), a cargo de Luis Videgaray, presentó la Reforma Hacendaria en 2014, en donde se dio a conocer la exigencia de que todas las organizaciones religiosas del país habrían de presentar una declaración de ingresos para pagar impuestos. La iniciativa de ley estableció que a partir de enero de 2015 la asociaciones deberían "llevar de manera electrónica, un registro analítico de todas sus operaciones de ingresos y egresos, acompañando la documentación comprobatoria correspondiente, de tal forma que pueda identificarse cada operación, acto o actividad, indicando fecha, monto de la operación y el concepto a que se refiere, debiendo ingresar de forma mensual la información contable a través de la página del SAT, de conformidad con las reglas de carácter general o a través de la herramienta electrónica “Mis cuentas”".
Farela emprendió un litigio judicial contra las disposiciones. Por un lado, asegurando que en las zonas urbanas sería muy complejo dar facturas electrónicas a cada miembro de las congregaciones que hace una donación, y todo esto se presentaría como "una labor de nunca acabar". Por otro lado, argumentó que en las zonas rurales y los templos evangélicos que se ubican en regiones remotas como los Altos de Chiapas, las comunidades huicholes, congregaciones en la sierra Tarahumara o en la alta montaña de Guerrero, les sería imposible acceder a computadoras o Internet mensualmente, y mucho menos factible sería enviar electrónicamente comprobantes fiscales como lo exige la reforma. Anunció que tramitaría un amparo para estas iglesias cristianas de zonas indígenas.
Junto al secretario general de la Conferencia del Episcopado Mexicano y al vocero de la Arquidiócesis católica de México, Farela se sumó a cien religiosos mexicanos que solicitaron el establecimiento de "mecanismos que realmente faciliten el cumplimiento de sus obligaciones". La preocupación ha aumentado en tanto que una nota periodística dio a conocer que la PGR criminalizaba y había empezado a tomar acciones penales contra los contribuyentes que no declararan sus ingresos. La crítica a esto se centró en que no se les informa a los contribuyentes que están acusados, sino hasta que son llamados a un juicio legal.

### 2015
En 2015, Farela, al frente de la Cofraternice, resaltó como una de las figuras en oposición a la legalización de los matrimonios entre parejas del mismo sexo. Asimismo, protestó contra la adopción por parte de las mismas.
Por otro lado, la Cofraternice abogó por un diálogo los líderes educativos federales y la Coordinadora Nacional de Trabajadores de la Educación (CNTE).